# Onykia robusta
Onykia robusta, thường được trích dẫn bằng tên cũ Moroteuthis robusta, là một loài mực trong họ Onychoteuthidae. Nang loài này dài đến 2m, nó là thành viên lớn nhất trong họ và một trong những động vật thân mềm lớn nhất.